# Another View
Another View är ett album av The Velvet Underground, utgivet 1986. Liksom föregångaren VU från 1985 är det ett samlingsalbum bestående av tidigare outgivna inspelningar av gruppen.

## Låtlista
Samtliga låtar skrivna av John Cale, Sterling Morrison, Lou Reed och Maureen Tucker, om annat inte anges.
1. "We're Gonna Have a Real Good Time Together" (Lou Reed) - 2:57
2. "I'm Gonna Move Right In" - 6:31
3. "Hey Mr. Rain" - 4:43 (Version I)
4. "Ride into the Sun" - 3:26
5. "Coney Island Steeplechase" - 2:28
6. "Guess I'm Falling in Love" - 3:30 (Instrumentell version)
7. "Hey Mr. Rain" - 5:29 (Version II)
8. "Ferryboat Bill" - 2:14
9. "Rock & Roll" (Lou Reed) - 5:15